# Barbaricum

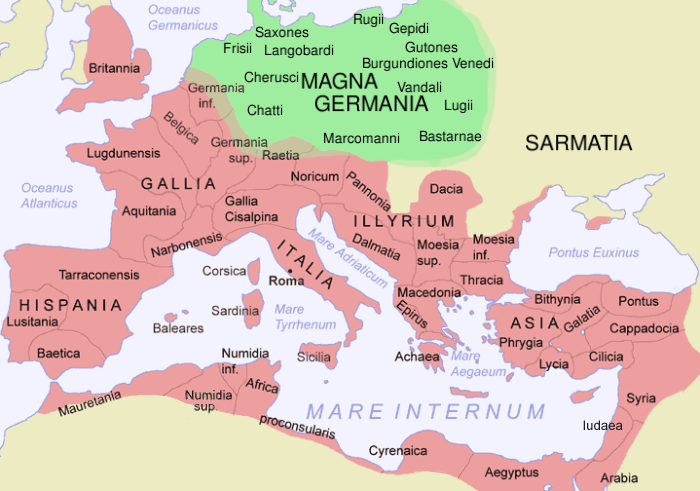
Römische Provinzen mit der angrenzenden Magna Germania

Der geographische Sammelbegriff Barbaricum wurde in Anlehnung an den antiken Sprachgebrauch geprägt. Er wird bisweilen in historischen und archäologischen Fachkreisen für das an das römische Imperium angrenzende (nach römischer Vorstellung nur von „Barbaren“ bewohnte) Gebiet jenseits des Limes in Nord-, Mittel- und Südosteuropa angewandt.
In der Spätantike war es die lateinische Bezeichnung für die nicht von den Römern besetzten Stammesterritorien jenseits von Rhein und Donau (jedoch nicht etwa für Persien): Ammianus Marcellinus verwendete es, ebenso Eutropius. Der früheste inschriftliche Beleg scheint aus dem frühen 3. Jahrhundert zu stammen.
In der Forschung werden die Begriffe Germania (womit Germania Magna gemeint ist) und Barbaricum teils synonym benutzt, doch sind die Termini weder in ihrer zeitlichen noch in ihrer räumlichen Bedeutung völlig deckungsgleich. Der als Barbaricum bezeichnete, außerrömische Raum wurde seit dem Beginn der Völkerwanderungszeit nicht ausschließlich von Germanen bewohnt, obwohl sie bis in die Spätantike den Großteil der Bevölkerung ausmachten. In der Völkerwanderungszeit stießen aber auch Alanen und Hunnen in dieses Gebiet vor sowie schließlich (seit dem 6. Jahrhundert) slawische Stämme, die das von Germanen weitgehend aufgegebene Gebiet östlich der Albis (Elbe) besiedelten.
Hervorzuheben sind die vielfältigen kulturellen, sozialen und wirtschaftlichen Kontakte zwischen dem (germanischen) Barbaricum und dem Imperium seit der frühen Kaiserzeit. Archäologisch lassen sich im Barbaricum zahlreiche römische Importe im Fundmaterial nachweisen. Die Bildung germanischer tribaler Großverbände (Alamannen und Franken) ab der Zeit der Reichskrise des 3. Jahrhunderts war wohl durch die Kontakte mit der römischen Welt beeinflusst. Ebenso konnten „Barbaren“ durchaus Karriere im römischen Militär machen und stiegen seit dem 4. Jahrhundert sogar in den Rang von Heermeistern (magistri militum) auf.